# سرنگه
سرنگه (به صربی: Srnje) یک منطقهٔ مسکونی در صربستان است که در کروشواتس واقع شده‌است. سرنگه ۱٬۰۰۲ نفر جمعیت دارد.